# Great Days
「Great Days」（グレート・デイズ）は、青木カレンとハセガワダイスケのデュエットシングル。2016年10月19日にワーナー・ホーム・ビデオから発売された。

## 概要
表題曲「Great Days」は、テレビアニメ『ジョジョの奇妙な冒険』Part4 ダイヤモンドは砕けないの第3クールオープニングテーマに起用された。ジャケット写真には同作の主人公・東方仗助とスタンドのクレイジー・ダイヤモンドのイラストが描き下ろされた。

## 収録曲
1. Great Days [4:03]
  - 作詞：エンドケイプ、作曲・編曲 : 菅野祐悟
  - テレビアニメ『ジョジョの奇妙な冒険』Part4 ダイヤモンドは砕けない第3クールオープニングテーマ
2. Great Days -English Ver.- [4:03]
  - 作詞：青木カレン
3. Great Days (Instrumental)（Instrumental） [4:01]

## Great Days -Units Ver.-
アニメ最終回・39話のみのスペシャルバージョンとして、歴代の主題歌を担当した歌手たち（富永TOMMY弘明 / Coda / 橋本仁 / 城田純 / 和田泰右 / Jeity / ホシノタツ / 青木カレン / ハセガワダイスケ）がJO☆UNITEDとして歌う「Great Days -Units Ver.-」が収録され、放送された。同バージョンは2017年1月6日より配信された。